# Jörg Kling
Jörg Kling (* um 1450 wohl in Erfurt; † 28. November 1506 in Wien) war ein deutsch-österreichischer Architekt und Steinmetz und ab 1488 Dombaumeister des Wiener Stephansdoms.

## Leben
Jörg Kling stammte, wie die Wiener Meistertafeln angeben, aus Erfurt (Jörg Kling aus Erfurt war Pawmeister pey S. Steffan als man zalt Anno 1506), wo er am 1455 begonnenen spätgotischen Langhaus des Erfurter Doms mitgearbeitet haben wird. 1488 wurde Kling Nachfolger von Simon Achleitner im Amt des Dombaumeisters und stand für fast zwei Jahrzehnte der Wiener Hütte vor. Wie sein nicht erhaltener Grabstein in St. Stephan ausgewiesen hatte, verstarb Kling am 28. November 1506.

## Tätigkeit
Der Fortschritt der Bauarbeiten am Nordturm von St. Stephan unter Klings Bauführung kann durch die Folge von Jahreszahlen nachvollzogen werden, die ab 1491 regelmäßig angebracht wurde. Demnach entstand unter ihm das meiste des unvollendet gebliebenen Glockengeschosses mitsamt den drei Schaugiebeln, wobei der Ausbau nur noch langsam erfolgte und pro Jahr nicht mehr als etwa zwei Steinlagen umfasste. Bei seinem Entwurf der Schaugiebel setzte sich Kling in der Verwendung spätestgotischer Bauformen mit Fischblasenelementen entschieden über das konservativere Formenrepertoire seiner beiden Vorgänger hinweg. Am Chorhaupt von St. Stephan geht die 1502 datierte Totenleuchte auf ihn zurück.
Zur Begutachtung der Schäden am südlichen Hochturm von St. Stephan wurde 1495 nicht Jörg Kling, sondern ein auswärtiger Baumeister Hans Steiger herangezogen, der sich auf begern des rats hergefügt und die mängel sand Steffans turn besieht und beschaut und darzue rat geben, wie man die wenten sol.